# Gut Clüverswerder
Das Gut Clüverswerder in Achim-Bierden, Clüverswerder 2, zwei Kilometer südöstlich vom Ortsteil Uphusen, stammt aus dem 19. Jahrhundert.
Das Gutshaus steht unter Denkmalschutz.

## Geschichte
Name: Die Clüver sind ein altes Adelsgeschlecht aus Bremen und dem Stift Verden. Die frühsten Vertreter waren Otto von Clüver und die Gebrüder Alverich. Im Familienwappen wurde eine schwarze Bärenklaue gezeigt, die auch im Wappen der Stadt Achim enthalten ist. Bärenklaue wurde plattdeutsch de clawe genannt und daraus wurde mundartlich das Wort Clüver. Werder ist ein eingedeichtes trockengelegtes und urbar gemachtes Stück Land.
Gut: Das durch Wassergräben wie eine Wasserburg gesicherte Gut Clüverswerder gehörte ab etwa 1100 dem mächtigen Adelsgeschlechts der Clüver. Die Familie verfügte um 1400 über umfangreiche Ländereien in Cluvenhagen, Baden, Sagehorn und Clüversborstel, die zumeist abhängige Meierhöfe bewirtschafteten. Die Familie Clüver stellte seit Mitte des 15. Jahrhunderts über 200 Jahre lang den Gohgrefen als höchsten Verwaltungsrepräsentanten des Gohgerichtsbezirks Achim im Erzbistum Bremen.
Früher stand hier unweit vom heutigen Haupthaus ein langgestrecktes Gutshaus in Fachwerk mit Satteldach und Krüppelwalm sowie mit großem Saal und zehn weiteren Räumen.
Nach dem Aussterben der hiesigen Clüvers um 1660 wechselte das Gut oft den Besitzer. Es kam in der ersten Hälfte des 19. Jahrhunderts in das Eigentum des Bremer Kaufmanns und Senators Justin Iken (1785–1866).
Gutshaus: 1841 entstand das zweigeschossige Gutshaus als Landsitz, zunächst mit einem Flachdach. Das alte Gutshaus mit Nebenanlagen wurde danach abgerissen.
Die Bremer Kaufmannsfamilie Duckwitz erwarb das Anwesen. Sie ließen das Walmdach errichten und brachten ihr Familienwappen über dem Eingang an. Bis zum Ersten Weltkrieg war es in ihrem Eigentum. Danach wechselte das Eigentum häufiger zwischen Bremer Kaufleuten.
Der Landkreis Verden erwarb 1950 den Landsitz. Er baute Haupt- und Hofmeierhaus zu einem Kur- und Genesungsheim um, das bald wieder geschlossen wurde.
Danach war hier ein Berufsbildungszentrum des Arbeitsamtes. Von 1960 bis 1973 nutzte der Landkreis die Gebäude als Kreiskinderheim mit neuen Verbindungs- und Erweiterungstrakten. Von 1974 bis 1985 pachtete die Lebenshilfe Achim das Anwesen und betrieb eine Tagungsbildungsstätte für geistig behinderte Kinder und Jugendliche.

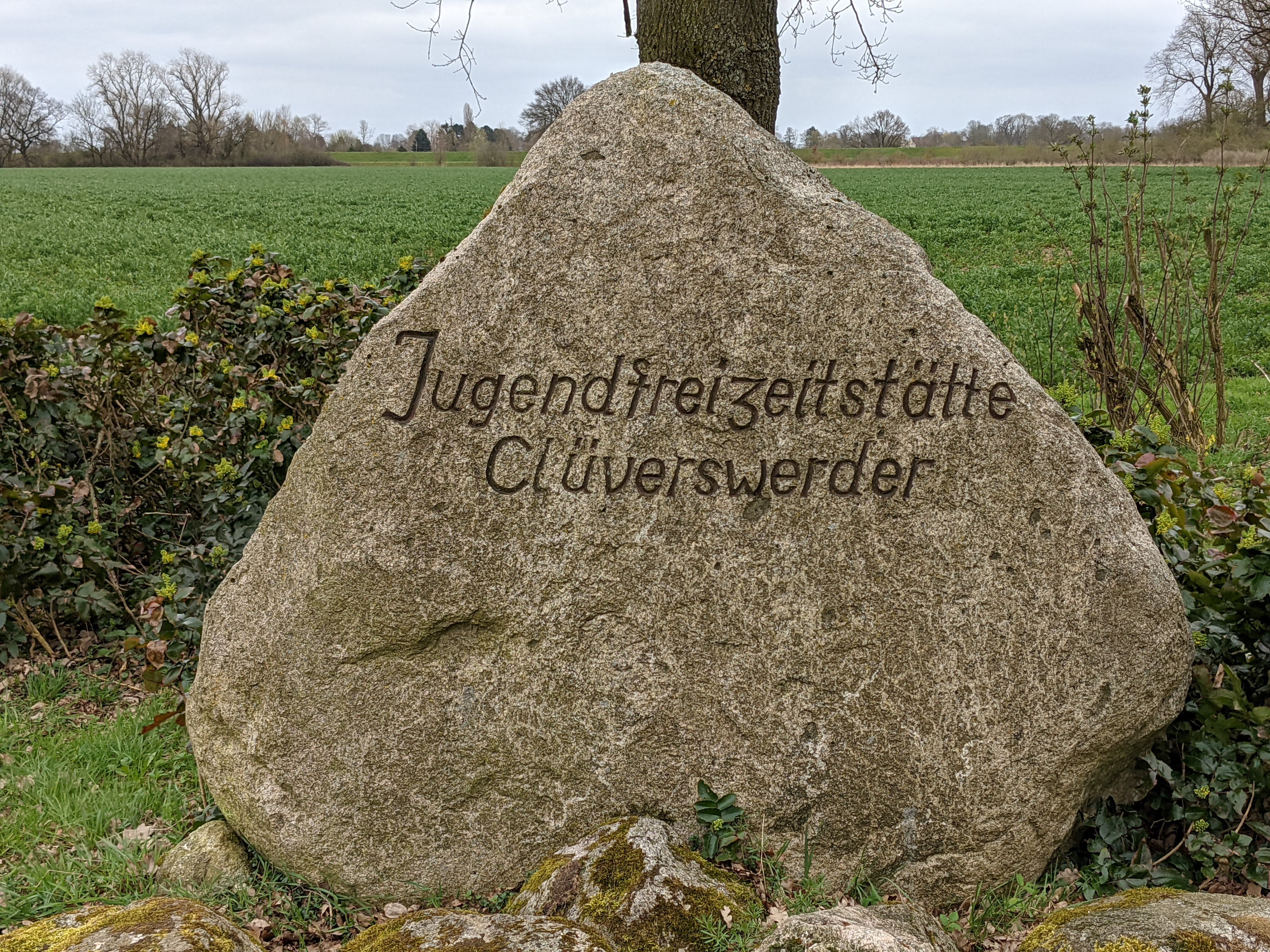
Hinweisstein vor der Einfahrt zur Jugendfreizeitstätte Clüverswerder

Jugendfreizeitstätte: 1985 überließ der Landkreis Verden dem DRK-Kreisverband Verden die Nutzung des Anwesens zur Errichtung einer Jugendfreizeitstätte. Die umfangreichen Umbauten zur Jugendfreizeitstätte Clüverswerder waren im April 1986 abgeschlossen.
Die gebildete Unternehmergesellschaft nutzt die Anlage für die Förderung der Bildung von Kindern und Jugendlichen, verbunden mit dem Nahebringen der Themen Natur, Umwelt, Landwirtschaft, Ernährung, Heimatkunde, Kunst und Kultur.